# ジャン・シャルル・ウーゾー

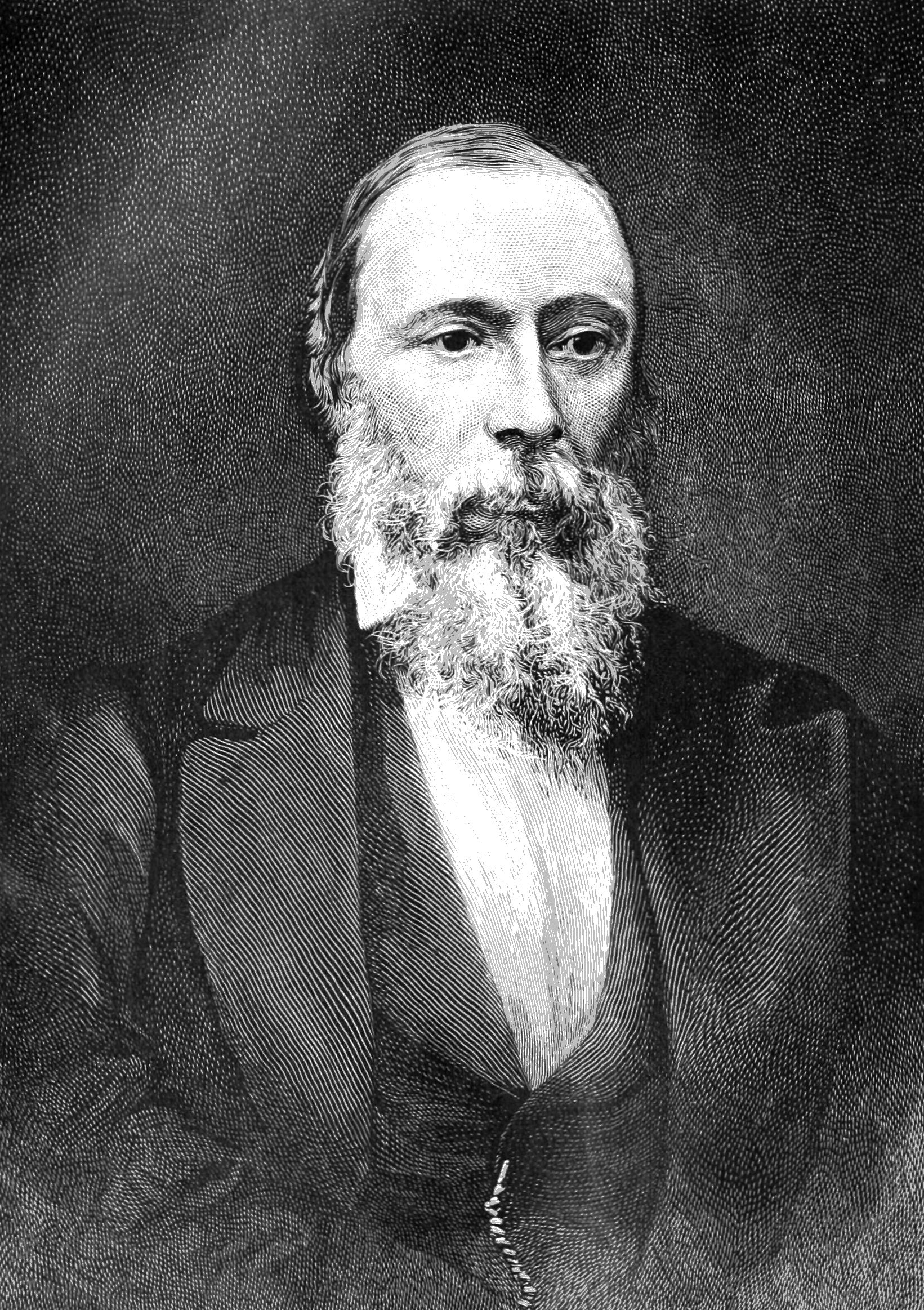
ジャン・シャルル・ウーゾー

ジャン・シャルル・ウーゾー・ド・レエ（Jean-Charles Houzeau de Lehaie、1820年 - 1888年7月12日）はベルギーの天文学者、ジャーナリスト。
ベルギーのHavréで生まれた。モンス、ブリュッセル、パリで学びジャーナリストになる一方、ベルギー王立天文台で無給で、アドルフ・ケトレーのもとで1848年まで働いた。この時代はヨーロッパの政治情勢は不安定で、共和体制を擁護する記事を書いたことにより、職を失い、イギリスに渡った。ヨーロッパ各国を旅し、5年間ほどはパリでダバディーと働いた。1854年にベルギーに呼び戻され、1856年にはベルギー科学アカデミーのメンバーに選ばれた。1857年にHistoire du sol de l' Europe（『ヨーロッパの土壌の歴史』?）を出版した。その後アメリカ合衆国、ジャマイカで活動した。1876年にベルギー王立天文台の所長に任じられ、天文台の近代化に功績があった。
著書には以下のものなどがある。
- Atlas de toutes les etoiles visibles a l'oeil nu, forme d'apres l'observation directe, dans les deux hemispheres (南北半球の観測から作成された、裸眼で見られる全恒星図/ Mons, Belgium, Hector Manceaux, 1878)
- Vade-mecum de l'astronome (天文ハンドブック/ Brussels, F. Hayez, 1882);
- Bibliographie generale de L'astronomie depuis L'origine de L'imprimerie Jusqu'en 1880 (1880年までの天文学の書誌学 / Brussels, F. Hayez, 1882-1887);
- Regles de climatologie (気象の法則 /Brussels, Jamar, no date).